# Takashi Kano
Takashi Kano (Tokyo, 31 ottobre 1920 – 4 giugno 2000) è stato un calciatore giapponese, di ruolo attaccante.